# Die Mohrin (Tankred Dorst)
Die Mohrin ist ein Schauspiel von Tankred Dorst, das am 25. Juni 1964 unter der Regie von Gerhard Klingenberg an den Städtischen Bühnen Frankfurt am Main uraufgeführt wurde.
Literarische Vorlage ist die Chantefable Aucassin et Nicolette, die vermutlich um 1225 von einem unbekannten Autor verfasst wurde.

## Inhalt
Orte der märchenhaften Liebesgeschichte zwischen einem Königssohn und einer entführten Prinzessin sind die Provence und Karthago in einem mythischen Mittelalter.
Graf Carin von Beaucaire und Graf Bougars von Valence streiten sich um den Besitz von Ländereien rechts und links der Rhône. Beaucaires Sohn Aucassin liebt die junge Mohrin Nicolette. Das Mädchen war als Kleinkind in Nordafrika geraubt worden. Graf Beaucaire versucht die Verbindung zu hintertreiben.
Dem Paar gelingt jedoch die Flucht. Es kommt in eine Stadt in der Nähe des Mittelmeer. Dort wird Aucassin Nachfolger des gerade gestorbenen Königs, Nicolette lässt er am Strand zurück. Es gelingt ihr aber, auf einem Schiff bis nach Karthago zu kommen. Dort erkennt der König von Karthago in der jungen Frau seine Tochter wieder, die als Kind entführt wurde. Nach einer Weile kehrt Nicoletta jedoch in die Provence zurück. Dort ist Aucassin nach dem Tode seines Vaters Graf der Provence geworden, das Paar ist nach der langen Trennung wieder glücklich vereint.

## Adaptionen
- 1967: Die Mohrin, Drehbuch Tancred Dorst, WDR-Fernsehfilm, Regie: Werner Düggelin
- 1969: Die Geschichte von Aucassin und Nicolette. Oper in 13 Bildern. Libretto: Tankred Dorst (nach einer Chantefable aus dem 13. Jahrhundert). Uraufführung am 13. Dezember 1969 im Cuvilliés-Theater. Musik: Günter Bialas,  Regie: Dietrich Haugk